# Capelas
Capelas es una freguesia portuguesa perteneciente al municipio de Ponta Delgada, situado en la Isla de São Miguel, Región Autónoma de Azores. Posee un área de 16,84 km² y una población total de 3 759 habitantes (2001). La densidad poblacional asciende a 223,2 hab/km². Se encuentra a una latitud de 37°50'N y una longitud 25°41'O. La freguesia se encuentra a 1 m s. n. m. Al norte se encuentra el océano Atlántico mientras que al sur se encuentran las montañas.

## Freguesiasadyacentes
- Santo António, oeste
- Feteiras, suroeste
- Relva, suroeste
- Arrifes, sur
- Covoada, sur
- São Vicente Ferreira, este

- Datos: Q1997594
- Multimedia: Capelas (Ponta Delgada) / Q1997594